# Eilhart von Oberg
Eilhart von Oberg foi um poeta alemão de finais do século XII. Ele é conhecido exclusivamente pelo romance en verso Tristant, escrito em alto alemão médio depois de 1185. Nada se sabe sobre sua vida, mas acredita-se que pode ter sido parte da corte de Henrique, o Leão ou de seu filho, Oto IV de Brunsvique.
Entre o primeiro grupo de grandes poemas que contam a história de Tristão e Isolda, escritos entre 1160 e 1210, o Tristant de Oberg é a mais antiga versão que sobreviveu completa até os nossos dias em qualquer língua. Tanto a obra de Béroul como a de Tomás da Inglaterra e a de Gottfried von Strassburg estão hoje mutiladas ou incompletas. Isso confere à obra de Oberg excepcional importância para o estudo do desenvolvimento da lenda de Tristão e Isolda.
Eilhart von Oberg inspirou-se em poemas em francês antigo do século XII, possivelmente a mesma fonte que utilizou Béroul para o seu poema, ou o próprio poema de Béroul. Do ponto de vista literário, o poema de Eilhart é tradicionalmente considerado pobre em relação à outra grande obra sobre o tema em língua alemã, o refinado Tristan de Gottfried von Strassburg.
Alguns estudiosos duvidam de sua verdadeira participação como escritor do Tristant e acreditam que ele atuou como compilador de um poema anterior, escrito por um autor anônimo.